# Viking-Stadion
Das Viking-Stadion (durch Sponsor offiziell Lyse Arena) ist ein Fußballstadion in der norwegischen Stadt Stavanger. Die Stadt liegt in der Fylke Rogaland an der Südspitze des Landes. Der Fußballverein Viking Stavanger ist im Besitz der Anlage und trägt hier seine Heimspiele aus.

## Geschichte

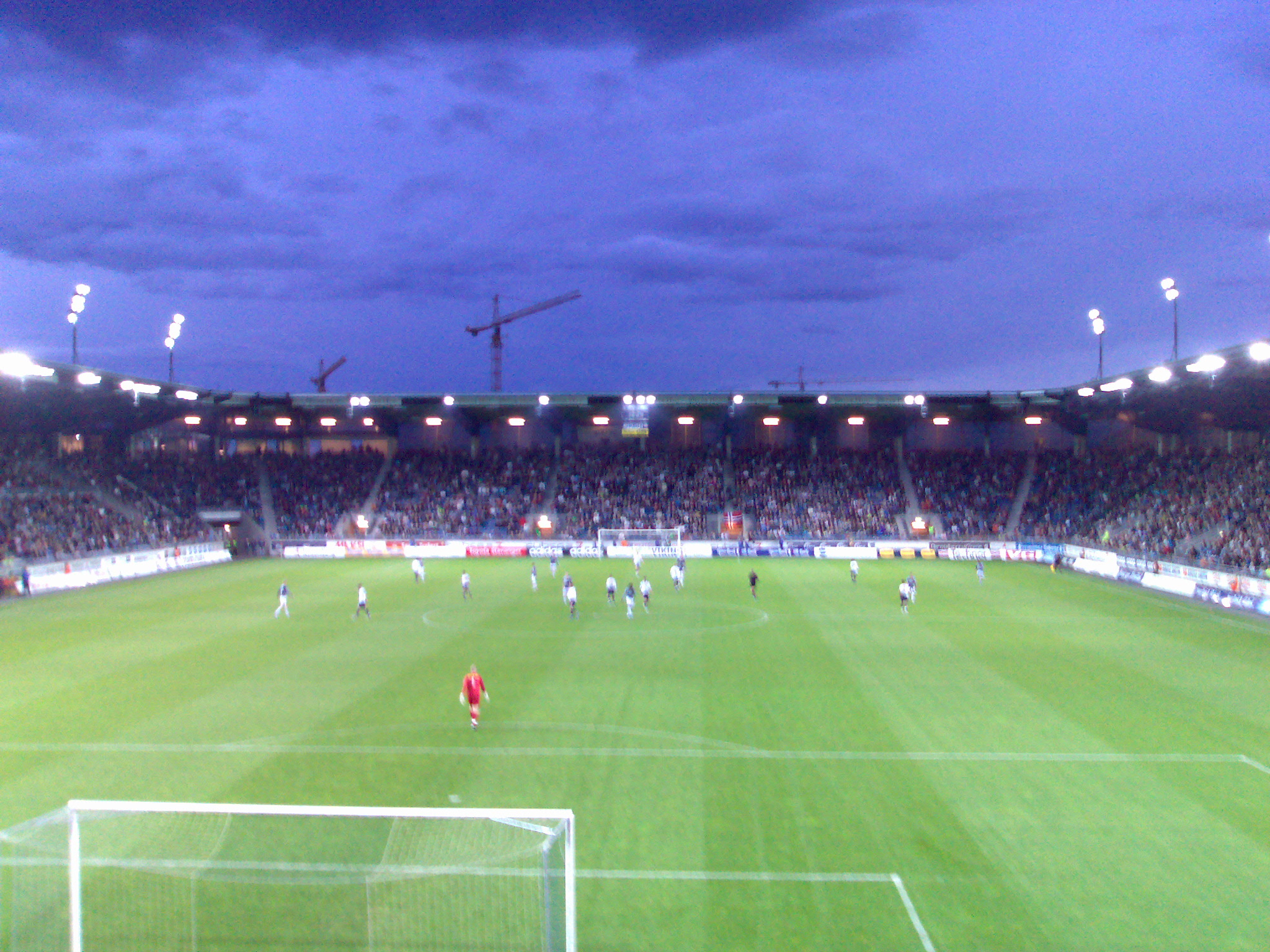
Die Arena während eines Fußballspiels

Das 2004 eröffnete, vereinseigene Stadion ersetzte das 1917 eingeweihte Stavanger Stadion. Es bietet heute 15.900 überdachte Plätze (davon 500 Stehplätze) zu Fußballspielen. Die Sportstätte ist mit modernen Einrichtungen wie z. B. V.I.P.-Logen, Infrarotstrahler unter dem Stadiondach zur Wärmung der Zuschauer und einer Rasenheizung ausgestattet.
Das Stadion wäre ein möglicher Spielort für die Fußball-Europameisterschaft 2016 gewesen, zu der sich Norwegen und Schweden gemeinsam beworben hatten. Es gab Pläne das Stadion auf mindestens 30.000 Plätze auszubauen. Am 9. Dezember 2009 zogen die beiden Verbände die Bewerbung zurück.
Von April 2018 bis Ende 2024 trug die Fußballarena den Sponsorennamen SR-Bank Arena, nach der SpareBank 1 SR-Bank. Anfang 2025 wurde der Energie- und Telekommunikationskonzern Lyse neuer Namenspate der Heimat von Viking. Der Vertrag über fünf Jahre geht bis 2029.
Neben dem Fußball wird die Arena für Konzerte genutzt. So waren schon u. a. R.E.M., Plácido Domingo, Bob Dylan, Bryan Adams, Sissel Kyrkjebø oder Roger Waters (Pink Floyd) im Viking-Stadion zu Gast. 

## Daten
- Kapazität: 15.900 Plätze[4]
- Sitzplätze: 15.400
- Stehplätze: 500
- Besucherrekord: 16.600 Zuschauer am 24. Juni 2007 bei dem Spiel der Tippeligaen Viking Stavanger gegen Brann Bergen (3:1)[5]
- Gewerbeflächen: 9000 m²
- V.I.P.-Logen: 38
- V.I.P.-Logenplätze: 1040
- Gesamtkosten: 160 Mio. NOK (rund 20 Mio. €)
- Höhe des Stadions: 22 Meter
- Flutlichtanlage: 1400 Lux
- Eingänge: 14
- Spielfeldmaße: 105 m × 68 m

## Finanzierung
Die Gesamtkosten von 160 Mio. NOK wurden finanziert durch die Kommune Stavanger mit 50 Mio. NOK, Lotterie-Einnahmen sowie 10 Mio. NOK Steuererlass; der Verkauf der Gewerbeflächen brachte 22. Mio. NOK; ein Sponsorenvertrag mit der SR-Bank von 17 Mio. NOK über acht Jahre. Dazu kommen langfristige vereinbarte Darlehen ebenfalls mit der SR-Bank über 30 Mio. NOK und schließlich noch 31 Mio. NOK Grundkapital.